# 8753 Nycticorax
8753 Nycticorax (2636 P-L) là một tiểu hành tinh vành đai chính được phát hiện ngày 24 tháng 9 năm 1960 bởi Cornelis Johannes van Houten, Ingrid van Houten-Groeneveld và Tom Gehrels ở Đài thiên văn Palomar. Nó được đặt theo tên Nycticorax nycticorax, the Black-crowned Night Heron.